# سینت کاتریین (کنتاکی)
سینت کاتریین (به انگلیسی: Saint Catharine) یک منطقهٔ مسکونی در ایالات متحده آمریکا است که در کنتاکی قرار دارد. سینت کاتریین ۲۳۹٫۸۸ متر بالاتر از سطح دریا واقع شده‌است.